# Бертон (Охајо)
Бертон (енгл. Burton) град је у америчкој савезној држави Охајо.

## Демографија
По попису из 2010. године број становника је 1.455, што је 5 (0,3%) становника више него 2000. године.
| Група             | 2000.         | 2010.         |
| Белци             | 1.402 (96,7%) | 1.397 (96,0%) |
| Афроамериканци    | 10 (0,7%)     | 18 (1,2%)     |
| Азијати           | 3 (0,2%)      | 11 (0,8%)     |
| Хиспаноамериканци | 13 (0,9%)     | 19 (1,3%)     |
| Укупно            | 1.450         | 1.455         |